# Петерс, Ричард (Рихард) Александрович
Ри́чард (Ри́хард) Алекса́ндрович Пе́терс (нем. Julius Richard Alexander Peters (24 июня 1850, Санкт-Петербург, Российская империя — 11 мая 1908, Рига, Российская империя) — потомственный дворянин, действительный статский советник; доктор медицины, старший врач детской больницы принца Петра Ольденбургского; приват-доцент кафедры детских болезней Императорский военно-медицинской академии; вице-председатель (1904—1905 гг.) Общества детских врачей Санкт-Петербурга; один из основоположников Санкт-Петербургской и Российской школы врачей-педиатров. Происходит из евангелическо-лютеранской семьи.

## Биография
Родился Рихард (так его называли только в детстве) в немецкой семье петербургского адвоката Александра Петерса. Семья проживала на Васильевском острове, поэтому среднее образование он получал сначала в частной гимназии Карла Мая, затем в гимназии Анненшуле, которую окончил в 1869 году. Великолепное владение немецким языком позволило Р. Петерсу дальнейшее обучение продолжить на медицинском факультете Дерптского университета. По неизвестным причинам учёба в университете затянулась на 8 лет. Он был выпущен в звании врача лишь в 1877 году, и в связи с высокими результатами экзаменов оставлен на кафедре фармакологии, диететики и истории медицины «для дальнейшего совершенствования». В 1880 году Ричард Петерс успешно защитил диссертацию на звание доктора медицины, названную: «Experimentelle Beiträge zur Pharmacodynamik des Monobromcamphers (Camphora monobromata)» («Экспериментальный вклад в изучение фармакодинамики бромкамфоры (камфоры монобромата))», и выполненную под руководством профессора Рудольфа Бёма (Rudolf Albert Martin Böhm). В том же году он вернулся в Санкт-Петербург.

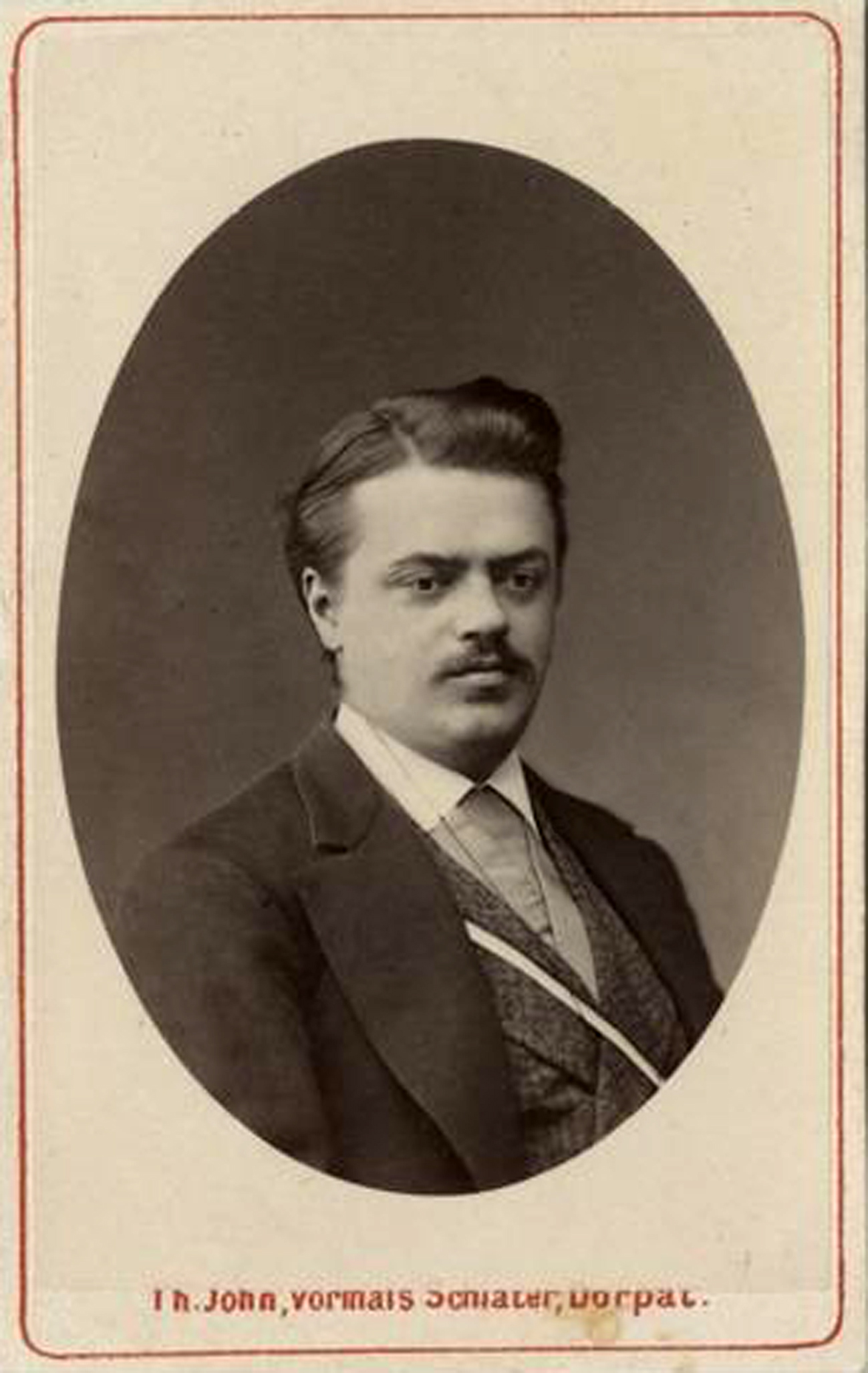
Р. А. Петерс после окончания университета. Дерпт, 1877 г.

По возвращении Ричард Александрович был принят на должность врача отделения для приходящих больных Детской больницы Петра Ольденбургского. Руководил отделением бывший сотоварищ по гимназии, а позже и по университету Юлий Петрович Серк. Под его руководством Р. А. Петерс постепенно вырос до старшего врача отделения. Это сотрудничество сохранялось довольно долго, пока в 1904 году главный врач больницы Карл Андреевич Раухфус не перевел Р. А. Петерса на должность своего заместителя.
С этого момента карьера Ричарда Александровича стала развиваться стремительно. В том же 1904 году он был избран приват-доцентом кафедры детских болезней Императорской Военно-медицинской академии, которую возглавлял корифей отечественной педиатрии профессор Николай Петрович Гундобин. Тогда же он стал вице-председателем Санкт-Петербургского Общества детских врачей и одновременно одним из активных членов Общества немецких врачей.
Ещё ранее, в 1901 году в рамках благотворительной деятельности под руководством известного педиатра Николая Константиновича Вяжлинского Р. А. Петерс принял на себя обязанности врача больницы при общине сестер милосердия Св. Георгия.
Не испытывая проблем со здоровьем, полный творческих планов, 11 мая 1908 года Ричард Александрович Петерс неожиданно скончался во время поездки в Ригу не дожив даже до своего 58-летия. Это был тот самый год, когда живая легенда больницы Петра Ольденбургского — К. А. Раухфус решил покинуть свой пост, который занимал почти 40 лет.
Можно с большой долей уверенности утверждать, что своим преемником Карл Андреевич видел именно доктора Петерса, поскольку четырьмя годами раньше, после смерти профессора В. Н. Рейтца он был вынужден согласиться с переходом своего первого заместителя профессора А. А. Руссова в Елизаветинскую больницу для малолетних детей. С этого момента именно Р. А. Петерс стал его правой рукой. Правда, был ещё Ю. П. Серк, но тот возглавлял одно из ключевых подразделений — отделение для приходящих больных. Судьба распорядилась иначе. Пришлось профессору А. А. Руссову вновь вернуться в больницу Петра Ольденбургского с тем, чтобы возглавить её.
Что касается места упокоения Ричарда Александровича, то установить его так и не удалось.

## Семья
- Жена: Зинаида Георгиевна ур. Михайловская — преподаватель частной женской гимназии Д. Т. Прокофьевой (на Гороховой ул., д. № 19), член общества взаимопомощи жен врачей;
- Брат: Александр Александрович Петерс (1854—1918) — выпускник Дерптского университета, сотрудник библиотеки Академии Наук в Санкт-Петербурге[4].

## Некоторые научные работы
О разносторонности научных интересов Р. А. Петерса можно судить по далеко неполному перечню его работ и выступлений:
- Peters, Richard. Experimentelle Beiträge zur Pharmacodynamik des Monobromcamphers (Camphora monobromata) : Inaugural-Dissertation zur Erlangung des Grades eines Doctors der Medicin / verfasst und mit Bewilligung einer Hochverordneten Medicinischen Facultät der Kaiserlichen Universität zu Dorpat zur öffentlichen Vertheidigung bestimmt von Richard Peters.. — Dorpat: Märkus, 1880. — 63 с.
- Peters, Richard. Zur pathologischen Anatomie der Tetania (Auf 9 Rund von 7 Obductions befunden). — 1880. — 27 с.
- Петерс Р. А. 2 новых и 1 старый признак тетании; их применении к распознаванию нервных болезней у детей и к вопросу о "скрытой тетании" /[Соч.] Ч. пр. Р.А. Петерс; Из Дет. больницы принца П.А. Ольденбургского.. — СПб.: тип. Я. Трей, 1903. — 27 с.
- Петерс Р. А. О лечении ангиом электролизом /[Соч.] Р.А. Петерса; Из Дет. больницы принца Петра Ольденбургского.. — СПб.: тип. Я. Трей, 1895. — 26 с.
- Петерс Р. А. 104 совета страдающим геморроем /[Соч.] Проф. Петерса.. — СПб.: тип. С.М. Муллер, 1903. — 45 с.
- Петерс Р. А. 78 советов малокровным /[Соч.] Проф. Петерса.. — СПб., 1903.
- Петерс Р. А. Заболевание спинного мозга при наследственном сифилисе у новорожденных и грудных детей. [Чит. в 1898/99 г. земск. врачам в Детск. больнице принца П. Ольденбургского] /[Соч.] Д-ра Р.А. Петерса.. — СПб.: тип. К.Л. Риккер, 1900. — 22 с.
- Петерс Р. А. К клинике и патологии ложного менингита = [Pseudomeningitis, ètat de méningisme] /[Соч.] Прив.-доц. Р. Петерса; [Из Детск. больницы пр. Ольденбургского].. — СПб.: тип. К.Л. Риккер, 1902. — 26 с.

#### Доклады на заседаниях Общества детских врачей
| О расстройствах нервной системы у рахитиков    | 27.02.1887 | Случай polyomyelites anter, acutae                            | 08.11.1892 |
| Лечение ангиом электролизом                    | 28.11.1892 | Случай ангиомы, леченной электролизом (дем.)                  | 20.12.1895 |
| Случай плавникового положения при люэсе (дем.) | 06.02.1902 | 59 случаев тетании с 3 патолого-анатомическими исследованиями | 27.04.1902 |
| Случай остеомаляции и тетании                  | 04.12.1902 | Спинной мозг при туберкулезном менингите                      | 15.10.1903 |
| О гипнозе и внушении у детей                   | 14.04.1904 | Morbus maculosus Werlgoffi                                    | 03.12.1904 |
| Случай врождённого порока (дем.)               | 09.03.1905 | Случай интенционного дрожания (дем.)                          | 27.04.1905 |
| О ревматическом перикардите                    | 25.02.1906 |                                                               |            |
— 

## Адреса в Петербурге
- До 1901 года Р. А. Петерс с семьёй проживал в доме № 16 по Кирочной улице;
- С 1901 по 1907 гг. он жил через дорогу от прежнего адреса на Надеждинской ул., д. 56;
- В последний год жизни Р. А. Петерс снимал квартиру по адресу: Васильевский остров, 15-я Линия, д. 22 — почти напротив гимназии, где когда-то учился.